# Jakob Feitig
Jakob Feitig (* 8. Februar 1883 in Siebeldingen, Kreis Südliche Weinstraße; † 22. Dezember 1954 ebenda) war ein deutscher Politiker (SV).
Jakob Feitig, der evangelischer Konfession war, war Weingutsbesitzer. Nach dem Zweiten Weltkrieg schloss er sich dem Sozialen Volksbund an, aus dem die FDP hervorging. Für diesen gehörte er 1946/47 der Beratenden Landesversammlung des Landes Rheinland-Pfalz an.